# Todos mienten
Todos mienten es una serie española de thriller, creada por Pau Freixas para Movistar Plus+. Está protagonizada por Irene Arcos, Natalia Verbeke, Leonardo Sbaraglia y Ernesto Alterio, entre otros. Fue producida por la distribuidora cinematográfica Filmax y fue estrenada el 28 de enero de 2022. Aunque en un principio estaba pensada como miniserie, el buen rendimiento para Movistar y la intención de Freixas de continuar la historia propiciaron la renovación de la serie por una segunda temporada, que se estrenó el 14 de diciembre de 2023.

## Sinopsis
La apacible vida de los vecinos de la urbanización costera de Belmonte cambia radicalmente el día en que aparece en las redes un vídeo sexual de Macarena, profesora de la escuela, e Iván, uno de sus alumnos mayor de edad. Este hecho sacude la vida de todos ellos, especialmente de Macarena, quien es repudiada por su familia y sus vecinos, incluyendo a Ana, su mejor amiga y madre de Iván. Las cosas en el pueblo se complican aún más cuando aparece el cuerpo sin vida de uno de los habitantes de Belmonte en el acantilado. ¿De quién es el cuerpo? ¿Tiene algo que ver esta muerte con el vídeo sexual de la profesora y el alumno?

## Reparto

### Temporada 1

#### Principal
- Irene Arcos como Macarena Vidal
- Natalia Verbeke como Ana
- Eva Santolaria como Yolanda Serra
- Miren Ibarguren como Maite
- Leonardo Sbaraglia como Néstor Valbuena Giné
- Juan Diego Botto como Sergio
- Ernesto Alterio como Diego Soler
- Jorge Bosch como Arturo
- Lucas Nabor como Iván Soler
- Carmen Arrufat como Natalia Valbuena Vidal (Episodio 1 - Episodio 2; Episodio 4 - Episodio 6)
- Berta Castañé como Lucía

con la colaboración especial de
- Amaia Salamanca como Sofía (Episodio 1 - Episodio 3; Episodio 5 - Episodio 6)

### Recurrente
- Lu Colomina como Iris (Episodio 1 - Episodio 3; Episodio 6)
- Francesc Ferrer como William "Willy" Gómez (Episodio 1 - Episodio 4)
- Oriol Genís como Roldán (Episodio 1 - Episodio 2; Episodio 6)
- Biel Contreras como Martín (Episodio 1 - Episodio 3; Episodio 5 - Episodio 6)
- Pau Contreras como Lucas (Episodio 1 - Episodio 3; Episodio 5 - Episodio 6)
- Marc Balaguer como Óscar (Episodio 1 - Episodio 2; Episodio 6)
- Jaume de Sans como Alfonso (Episodio 1 - Episodio 2; Episodio 5)
- Maria Sola como Edita (Episodio 1 - Episodio 2; Episodio 5)
- Lluís Altés como Yago (Episodio 2 - Episodio 3; Episodio 6)

### Temporada 2

#### Principal
- Irene Arcos como Macarena Vidal
- Natalia Verbeke como Ana
- Eva Santolaria como Yolanda Serra
- Miren Ibarguren como Maite
- Leonardo Sbaraglia como Néstor Valbuena Giné (Episodio 3 - Episodio 6)
- Juan Diego Botto como Sergio
- Ernesto Alterio como Diego Soler (Episodio 1 - Episodio 2; Episodio 4 - Episodio 6)
- Jorge Bosch como Arturo (Episodio 1 - Episodio 4; Episodio 6)
- Alberto San Juan como Alberto "Beto" Medina (Episodio 2 - Episodio 6)
- Carmen Arrufat como Natalia Valbuena Vidal
- Berta Castañé como Lucía (Episodio 1 - Episodio 2; Episodio 4; Episodio 6)
- Lu Colomina como Iris (Episodio 1 - Episodio 4; Episodio 6)

con la colaboración especial de
- Amaia Salamanca como Sofía
- Kiti Mánver como Ángela (Episodio 2 - Episodio 6)

### Recurrente
- Lluís Altés como Yago
- Marc Balaguer como Óscar (Episodio 1 - Episodio 2; Episodio 4; Episodio 6)
- Jaume de Sans como Alfonso (Episodio 2 - Episodio 4; Episodio 6)

### Invitado
- Biel Contreras como Martín (Episodio 1; Episodio 6)
- Pau Contreras como Lucas (Episodio 1; Episodio 6)
- Francesc Ferrer como William "Willy" Gómez (Episodio 1; Episodio 6)
- Oriol Genís como Roldán (Episodio 1)
- Lucas Nabor como Iván Soler (Episodio 5)

## Episodios

### Temporada 1 (2022)
| N.º en serie | N.º en temp. | Título       | Dirigido por | Escrito por                                               | Fecha de lanzamiento original |
| ------------ | ------------ | ------------ | ------------ | --------------------------------------------------------- | ----------------------------- |
| 1            | 1            | «Episodio 1» | Pau Freixas  | Pau Freixas, Ivan Mercadé y Èric Navarro                  | 28 de enero de 2022           |
| 2            | 2            | «Episodio 2» | Pau Freixas  | Pau Freixas, Clara Esparrach, Ivan Mercadé y Èric Navarro | 28 de enero de 2022           |
| 3            | 3            | «Episodio 3» | Pau Freixas  | Pau Freixas, Clara Esparrach e Ivan Mercadé               | 28 de enero de 2022           |
| 4            | 4            | «Episodio 4» | Pau Freixas  | Pau Freixas, Clara Esparrach e Ivan Mercadé               | 28 de enero de 2022           |
| 5            | 5            | «Episodio 5» | Pau Freixas  | Pau Freixas, Clara Esparrach e Ivan Mercadé               | 28 de enero de 2022           |
| 6            | 6            | «Episodio 6» | Pau Freixas  | Pau Freixas y Clara Esparrach                             | 28 de enero de 2022           |

### Temporada 2 (2023 - 2024)
| N.º en serie | N.º en temp. | Título       | Dirigido por | Escrito por                                 | Fecha de lanzamiento original |
| ------------ | ------------ | ------------ | ------------ | ------------------------------------------- | ----------------------------- |
| 7            | 1            | «Episodio 1» | Pau Freixas  | Pau Freixas, Èric Navarro y Eva Santolaria  | 14 de diciembre de 2023       |
| 8            | 2            | «Episodio 2» | Pau Freixas  | Pau Freixas, Pol Cortecans y Eva Santolaria | 14 de diciembre de 2023       |
| 9            | 3            | «Episodio 3» | Pau Freixas  | Pau Freixas, Èric Navarro y Eva Santolaria  | 21 de diciembre de 2023       |
| 10           | 4            | «Episodio 4» | Pau Freixas  | Pau Freixas y Eva Santolaria                | 28 de diciembre de 2023       |
| 11           | 5            | «Episodio 5» | Pau Freixas  | Pau Freixas y Eva Santolaria                | 4 de enero de 2024            |
| 12           | 6            | «Episodio 6» | Pau Freixas  | Pau Freixas y Eva Santolaria                | 11 de enero de 2024           |

## Producción
En octubre de 2020 se anunció el rodaje de una nueva serie para Movistar+ creada por Pau Freixas que comienza el 5 de octubre de 2020. El elenco principal fue anunciado al mismo tiempo que la serie, desvelando que estaría protagonizada por Irene Arcos y Natalia Verbeke.